# جيرالد هندرسون جونيور
جيرالد هندرسون جونيور (بالإنجليزية: Gerald Henderson, Jr.)‏ مواليد 9 ديسمبر 1987 في نيوجيرسي، هو لاعب كرة سلة أمريكي بدأ مسيرته الاحترافية في سنة 2009 حيث تم اختياره من قبل فريق شارلوت هورنتس خلال الدرافت، يلعب مع فريق بورتلاند ترايل بلايزرز في الرابطة الوطنية لكرة السلة ويحمل الرقم 9. يبلغ طوله 6 قدم 5 بوصة (2.0 م).

## فرق لعب لها
- شارلوت هورنتس
- بورتلاند ترايل بلايزرز

## إحصائيات المسيرة

### الموسم الاعتيادي
| السنة   | الفريق                 | لعب | بدأ | دقيقة | ميداني% | ثلاثية | حرة  | ارتداد | صنع | استلاب | تصدي | نقطة |
| ------- | ---------------------- | --- | --- | ----- | ------- | ------ | ---- | ------ | --- | ------ | ---- | ---- |
| 2009–10 | شارلوت هورنتس          | 43  | 0   | 8.3   | .356    | .157   | .745 | 1.3    | .3  | .2     | .2   | 2.6  |
| 2010–11 | شارلوت هورنتس          | 68  | 30  | 24.4  | .454    | .194   | .785 | 3.0    | 1.5 | .7     | .5   | 9.6  |
| 2011–12 | شارلوت هورنتس          | 55  | 55  | 33.3  | .459    | .234   | .760 | 4.1    | 2.3 | .9     | .4   | 15.1 |
| 2012–13 | شارلوت هورنتس          | 68  | 58  | 31.4  | .447    | .330   | .824 | 3.7    | 2.6 | 1.0    | .5   | 15.5 |
| 2013–14 | شارلوت هورنتس          | 77  | 77  | 32.0  | .433    | .348   | .761 | 4.0    | 2.6 | .7     | .4   | 14.0 |
| 2014–15 | شارلوت هورنتس          | 80  | 72  | 28.9  | .437    | .331   | .848 | 3.4    | 2.6 | .6     | .3   | 12.1 |
| 2015–16 | بورتلاند ترايل بلايزرز | 72  | 0   | 19.9  | .439    | .353   | .767 | 2.9    | 1.0 | .5     | .3   | 8.7  |
| المسيرة | المسيرة                | 463 | 292 | 26.3  | .442    | .319   | .791 | 3.3    | 1.9 | .7     | .4   | 11.5 |

### التصفيات
| السنة   | الفريق        | لعب | بدأ | دقيقة | ميداني% | ثلاثية | حرة  | ارتداد | صنع | استلاب | تصدي | نقطة |
| ------- | ------------- | --- | --- | ----- | ------- | ------ | ---- | ------ | --- | ------ | ---- | ---- |
| 2014    | شارلوت هورنتس | 4   | 4   | 29.8  | .378    | .000   | .647 | 4.0    | 2.3 | 1.0    | .3   | 9.8  |
| المسيرة |               | 4   | 4   | 29.8  | .378    | .000   | .647 | 4.0    | 2.3 | 1.0    | .3   | 9.8  |

## روابط خارجية
- جيرالد هندرسون جونيور على موقع إن بي أي (الإنجليزية)
- جيرالد هندرسون جونيور على موقع سبورتس رفرنس (الإنجليزية)
- جيرالد هندرسون جونيور على موقع كرة السلة الأوروبية.كوم (الإنجليزية)
- جيرالد هندرسون جونيور على موقع إي إس بي إن.كوم (الإنجليزية)
- جيرالد هندرسون جونيور على موقع كلية كرة السلة في سبورتس رفرنس.كوم (الإنجليزية)
- جيرالد هندرسون جونيور على موقع ريلجم (الإنجليزية)
- جيرالد هندرسون جونيور على موقع بروبوليرز (الإنجليزية)